# Ostrovní trilogie
Ostrovní trilogie je označení filmů autorských filmů Hodina vlků, Hanba a Náruživost od režiséra Ingmara Bergmana z let 1968 a 1969. Všechny tři snímky jsou oceňovány i pro výkon hlavního kameramana Svena Nykvista.
Toto Bergmanovo tvůrčí období navazuje na nejasně definované tzv. komorní období či někdy komorní trilogie (představované například filmy Mlčení, Hosté Večeře Páně, Persona, Jako v zrcadle). V období následujícím po Ostrovní trilogii vynikají především Šepoty a výkřiky.

## Ostrovní trilogie a komorní období
V komorním období Bergman užívá jen nezbytné minimum děje a interiérů. Ostrovní trilogie je výpravnější a akčnější.
V komorním období studuje lidskou psychiku a existenci (především žen). V Ostrovní trilogii studuje především partnerské vztahy.

## Znaky Ostrovní trilogie
Hlavní partnerské dvojici hráli vždy bergmanovští herci Liv Ullmannová a Max von Sydow. Charaktery těchto postav byly v celé trilogii vcelku analogické (viz hesla jednotlivých filmů Hodina vlků, Hanba, Náruživost).
Děj všech tří filmů se odehrává na pobřeží málo osídleného ostrova; tato skutečnost je z hlediska příběhů nezanedbatelná.
Trilogie byla natáčena téměř výhradně na „filmařském“ ostrově Fårö.